# Wentelteefje
Wentelteefje o Curl-up (como es conocido en inglés), es una litografía grabada por el artista holandés M. C. Escher en 1951.
Esta es la única obra de Escher que consiste en gran parte de texto. El texto, que está escrito en neerlandés, describe una especie imaginaria llamada Pedalternorotandomovens centroculatus articulosus, también conocida como "Wentelteefje" o "rolpens" ("enrolladores").
La palabra "wentelteefje" es el término en neerlandés para las tostadas francesas, wentel significa "dar la vuelta". Rolpens es un plato hecho con carne picada envuelta en un rollo y luego frita u horneada. Pens significa "barriga", a menudo utilizado en la frase "barriga cervecera".
Hay un espacio diagonal a través del texto que contiene una ilustración que muestra el proceso paso a paso de la criatura rodando. Esta criatura aparece en dos grabados más completados más tarde el mismo año, Casa de escaleras y Casa de escaleras II.

## Traducción
El texto en neerlandés dice:

De Pedalternorotandomovens centroculatus articulosus ontstond, (generation spontanea!) uit onbevredigdheid over het in de natuur ontbreken van wielvormige, levende schepselen met het vermogen zich rollend voort te bewegen. Het hierbij afgebeelde diertje, in de volksmond genaamd "wentelteefje" de "rolpens", tracht dus in een diepgevoelde behoefte te voorzien.Biologische bijzonderheden zijn nog schaars: is het eenzoogdier, een reptiel, of een insekt? Het heeft een langgerekt, uit verhoornde geledingen gevormd lichaam en drie paren poten, waarvan de uiteinden gelijkenis vertonen met de menselÿke voet. In het midden van de dikke,ronde koop, die voorzien is van een sterk gebogen papagaaiensnavel, bevinden zich de bolvormige ogen, die, op stelen geplaatst, ter weerszijden van de kop ver uitsteken. In gestrekte positie kan het dier zich, traag en bedachtzaam, door middel van zijn zes poten, voort bewegen over een willekeurig substraat (het kan eventueel steile trappen opklimmen of afdalen, door struikgewas heendrigen of over rots blokken kauteren). Zodra het echter een lange weg mote afleggen en daartoe een betrekkelijk vlakke baan tot zijn beschikking heeft, drukt het zijn kop op de grond en rolt zich bliksemsnel op, waarbij het zich afduwt met zijn poten, voor zoveel deze dan nog de grond raken. I opgerolde toestand vertoont het de gedaante van een discus-sehijf, waarvan decentrale as gevormnd wordt door de ogen-op-stelen. Door zich beurtelings af te zetten met een van zijn drie paren poten, kan het een grote snelheid bereiken. Ook trekt het naar believen tijdens het rollen (b.v.bij het afdalen van een helling, of om zijn vaart uit te lopen) de poten in en gaat "freewheelende" verder. Waneer het er aanleiding toe heeft, kan het op twee wijzen weer in wandel-positie overgaan: ten eerste abrupt, door zijn lichaam plotseling te strekken, maar dan ligt het op zijn rug, met zijn poten in de lucht en ten tweede door geleidelijke snelheidsvermindering (remming met de poten) en langzame achterwaartse ontrolling in stilstaande toestand.

Que traducido sería:

Los Pedalternorotandomovens Centroculatus Articulosus surgieron (¡generación espontánea!), debido a la ausencia, en la naturaleza, de criaturas vivientes en forma de rueda con la capacidad de rodar hacia adelante. El animal aquí representado es conocido popularmente como "tostada francesa" o "rollito de carne", trata de satisfacer una necesidad muy sentida, cuyos detalles biológicos son aún escasos: ¿es un mamífero, un reptil o un insecto? Tiene un cuerpo alargado formado por articulaciones queratinizadas y tres pares de patas, cuyos extremos se asemejan al pie humano. En el medio de la cabeza gorda y redonda, que tiene un pico de loro fuertemente curvado, están los ojos bulbosos, que, colocados en unos tallos, sobresalen a ambos lados de la cabeza. Cuando está en posición estirada, el animal puede moverse lenta y deliberadamente, por medio de sus seis patas, sobre cualquier sustrato (puede subir o bajar escalones empinados, atravesar matorrales o cantos rodados). Sin embargo, tan pronto como recorre un largo camino y tiene una pista relativamente plana a su disposición, presiona la cabeza contra el suelo y rueda hacia arriba a la velocidad del rayo, empujándose con las piernas siempre que aún toquen el suelo. En estado enrollado, tiene la forma de un disco, cuyo eje descentralizado está formado por los ojos en los vástagos. Al empujar alternativamente con uno de sus tres pares de patas, puede alcanzar una gran velocidad. También retrae las piernas a voluntad mientras rueda (por ejemplo, al bajar una pendiente o para reducir la velocidad) y continúa "girando libremente". Cuando tiene motivos para hacerlo, puede volver a la posición de caminar de dos maneras: primero, abruptamente, estirando repentinamente su cuerpo, pero luego acostado boca arriba, con las piernas en el aire, y segundo, reduciendo gradualmente su velocidad (frenando con las piernas) y desenrolladose lentamente hacia atrás cuando está parado.